# Gourpila
Gourpila, également orthographié Gorpila ou Gouropila, est une commune rurale située dans le département de Toéghin de la province du Kourwéogo dans la région Plateau-Central au Burkina Faso.

## Géographie
Gourpila se trouve à 10 km au sud de Toéghin, le chef-lieu du département, et à environ 18 km de Boussé, le chef-lieu provincial.

## Santé et éducation
Gourpila accueille un dispensaire isolé tandis que le centre de santé et de promotion sociale (CSPS) le plus proche est à Toéghin et le centre médical avec antenne chirurgicale (CMA) se trouve à Boussé.